# Metagonia bella
Metagonia bella là một loài nhện trong họ Pholcidae. Loài này được phát hiện ở México.